# Agatha Christie : Devinez qui ? Adapté de Dix Petits Nègres
Pour les articles homonymes, voir Dix Petits Nègres (homonymie) et And Then There Were None.
 (novembre 2017).
Améliorez-le ou discutez des points à vérifier. 
Agatha Christie : Devinez qui ? (Agatha Christie: And Then There Were None en version originale) est un jeu d'aventure pointer-et-cliquer adapté du roman policier Dix Petits Nègres d'Agatha Christie. Le jeu a été développé par AWE Games et édité par The Adventure Company, et constitue le premier opus de la série de jeux vidéo Agatha Christie du développeur. L'histoire est centrée sur le voyage d'un homme ainsi que dix autres personnes sur une île au large de la côte du Devon.
Reprenant l'histoire originale, le ludiciel introduit de nouveaux éléments qui ne sont pas présents dans le livre : un personnage inédit (Patrick Narracott) et quatre fins toutes différentes de celle du roman d'Agatha Christie. En vue de favoriser le rapport entre le jeu et le livre, le roman d'Agatha Christie Dix Petits Nègres est inclus dans la version nord-américaine du jeu.
Le 19 mars 2007, The Adventure Company a annoncé que Devinez qui ? sera porté sur Wii. Cette version du jeu est sortie en 2008. Le jeu a quelques nouvelles fonctionnalités, rendues possibles par l'utilisation de la Wiimote.

## Système de jeu
Devinez qui ? est un jeu d'aventure pour un joueur de type pointer-et-cliquer. La plupart de l'interactivé du jeu consiste à poser des questions aux suspects, et la collecte ainsi que la combinaison d'indices. Le joueur peut transporter des objets en utilisant un système d'inventaire et peut combiner et examiner ces objets tout au long de la partie. Douze objets sont consultables à la fois, réparties sur l'une des pages de l'inventaire. Les nouveaux éléments sont placés dans le premier espace disponible de l'inventaire. Le curseur du jeu diffère selon les actions à exécuter (une main pour prendre un objet, un œil pour observer les alentours…). Devinez qui ? est doté d'un moteur graphique qui permet d'observer les différents graphismes et personnages en 3D.
Devinez qui ? est divisé en chapitres, qui sont subdivisés en actes. Le joueur joue chaque acte, et après l'enchainement d'un certain évènement déclencheur, le prochain acte commence. Les développeurs ont veillé à ce que rien d'indispensable ne puisse être oublié par le joueur lors de la progression, bien que de nombreuses sections de jeu soient facultatives, et le joueur peut ignorer un grand nombre de quêtes secondaires. Cette progression dans le temps ajoute une autre dimension au jeu, car le joueur doit être au bon endroit et au bon moment pour trouver un indice ou pour résoudre une énigme : par exemple, une pièce vide dans un acte pourrait contenir un élément vital dans le prochain.
Devinez qui ? est doté d'un système de revue en matière de collecte et d'assemblage d'indices. Le jeu passe en revue tous les dossiers que le joueur a collecté pendant l'aventure : par exemple, le journal enregistre les conversations importantes que le joueur aurait pu oublier. L'une des raisons de l'incorporation d'un système de revue est d'empêcher le joueur d'errer n'importe où et n'importe comment, dans l'impossibilité de continuer l'aventure. Une autre raison de l'ajout d'un journal, est que les développeurs du jeu ne voulaient pas que le joueur ait besoin d'utiliser des ressources en dehors du jeu, comme les stylos et papiers pour résoudre les différents casses-têtes. Le journal est séparé en plusieurs catégories : il s'agit d'une page avec les différents objets, qui énumère tous leurs noms et leurs détails, des pages distinctes pour les points importants, les documents et les livres, ces informations peuvent être utilisées à n'importe quel moment par le joueur pendant l'aventure.
Une autre caractéristique de Devinez qui ? est le « compteur de soupçons », qui mesure les relations du joueur avec les autres personnages du jeu. Il a des conséquences négatives si le joueur est surpris en train de faire des choses que d'autres personnes jugent inappropriées, et cela affecte directement cet indicateur. Le compteur commence à une position neutre pour chaque chapitre du jeu. Si le joueur fait une action défavorable, le compteur tombe à une position négative, et si le joueur ne fait aucune action défavorable, le compteur monte à la position positive. Le compteur ne contient que trois positions, et en fonction de la position du compteur et du chapitre, les dialogues avec les personnages de ce chapitre sont altérés.
Le joueur est capable de retrouver l'approbation des personnages à travers plusieurs compteurs de soupçons. Ceux-ci exigent du joueur certaines tâches à exécuter, en fonction de leur sympathie ou antipathie. Les énigmes proposées consistent à combiner différents objets pour en donner des nouveaux, ce qui peut facilement devenir un casse-tête. Il est parfois nécessaire de parler à d'autres personnages pour en apprendre davantage sur une certaine personne, ou connaitre l'influence d'une personne en particulier.

## Synopsis

### Lieux et personnages
L'action de Devinez qui ? se passe en 1939, à la veille de la Seconde Guerre mondiale, et prend place dans une belle maison sur l'île de l'Épave (Shipwreck), qui est désertée. Le joueur peut explorer la maison qui comporte un rez-de-chaussée et un étage de style art déco, ainsi qu'un souterrain secret. L'extérieur de la maison (toujours sur l'île), comprenant une plage, une forêt et un rucher, peut également être exploré par le joueur.
Le joueur incarne Patrick Narracott, le seul personnage qui n'existe pas dans le roman d'Agatha Christie. Les autres personnages, les convives, sont le Docteur Edward George Armstrong, William Henry Blore, Emily Caroline Brent, Vera Elizabeth Claythorne, Philip Lombard, le Général John Gordon Mackenzie, Anthony James Marston, le juge Lawrence John Wargrave et deux fonctionnaires, Thomas et Ethel Rogers.

### L'histoire
Devinez qui ? commence avec huit personnages se rendant à la station balnéaire fictive Sticklehaven. Ils ont tous été invités par un certain U.N. Owen sur une petite île au large de la côte du Devon. À leur arrivée, ils sont accueillis par Patrick Narracott, le frère d'un batelier. Narracott déclare que son frère est malade et qu'il le remplace à la dernière minute. Son frère est recherché pour un crime qu'il n'a pas commis, et Narracott estime que, en emmenant les visiteurs sur l'île, il peut trouver la preuve de l'innocence de son frère. Une fois que les invités ont atteint l'île de l'Épave, ils sont accueillis par deux nouveaux personnages, des domestiques qui sont arrivés récemment, mais U.N. Owen est introuvable. Les domestiques, qui n'ont jamais rencontré U.N. Owen, font jouer un disque pour les invités, et une voix mystérieuse les accuse tous, à l'exclusion de Narracott, de meurtre. Narracott découvre bientôt que son bateau a été saboté et qu'il est impossible de le réparer, ce qui signifie qu'il est coincé sur l'île, la mer étant alors impraticable à cause d'une tempête. Le jeu progresse ensuite par le meurtre de chacun des invités de l'île, en suivant l'histoire de près au roman. Aucun de ces meurtres ne peut être évité, et le joueur n'a aucun contrôle sur le terrain jusqu'à ce qu'il soit en voie de fin. Narracott découvre plusieurs choses en progressant dans le jeu, y compris le fait que Lombard n'est pas celui qu'il prétend être, il s'appelle en fait Charles Morley et il n'a commis aucun meurtre, et Vera Claythorne est également innocente. Le joueur peut influencer le jeu et le terminer par quatre solutions différentes :
- Narracott est le seul survivant. C'est la fin la plus triste, Narracott retrouve ensuite son frère et tous deux fuient, étant chacun suspecté de meurtres qu'il n'a pas commis.
- Lombard et Narracott survivent. C'est une fin à moitié réussie, les deux hommes deviennent ensuite amis dans la cinématique de fin, Lombard devant la vie à Narracott.
- Narracott et Claythorne survivent. Autre fin à moitié réussie, les deux personnes survivantes tombent amoureuses l'une de l'autre.
- Lombard, Narracott et Claythorne survivent. C'est la fin heureuse, parfaite. Lombard décide d'arrêter ses avances auprès de Miss Claythorne, laissant la voie libre à Narracott. Ce dernier et Claythorne tombent amoureux.

Le meurtrier est en fait une meurtrière : il s'agit d'Emily Brent. Elle avoue ensuite être Gabrielle Steele, une actrice, et avoir provoqué tous ces meurtres car elle en voulait à Wargrave (qui est juge de profession) d'avoir envoyé son époux en prison, qui par la suite s'est suicidé. Elle fait cette confession à Vera Claythorne et pointe un pistolet sur elle… La survie de Vera est alors entre les mains du joueur. Toutes les fins aboutissent à un même point commun : Narracott pousse Brent par la balustrade, et elle finit pendue. Quand le jeu est terminé, le joueur peut regarder la fin de la version originale du livre d'Agatha Christie, dans laquelle Lawrence Wargrave est le meurtrier.

## Développement
Devinez qui ? a été annoncé le 3 février 2005, comme le premier volet d'une série de jeux basés sur les romans d'Agatha Christie. Pour la publication, The Adventure Company a collaboré avec le développeur AWE Productions. Lee Sheldon a été nommé game designer et rédacteur pour le jeu, tandis que Scott Nixon, de AWE Productions, a été nommé directeur général.
Plusieurs raisons ont conduit The Adventure Company à choisir Dix Petits Nègres comme roman de base pour le premier jeu d'Agatha Christie, contrairement à certains autres romans impliquant d'autres détectives célèbre comme Hercule Poirot ou Miss Marple. L'une des raisons était l'immense popularité du roman, et de la prime populaire qu'aurait le jeu dans sa commercialisation. En outre, l'environnement restreint de l'île était attrayant pour les concepteurs, car elle permet une plus grande liberté de mouvement au joueur. Au lieu de barrières artificielles qui entravent le joueur, l'île est naturelle, de sorte que le réglage soit moins linéaire.
Un obstacle majeur dans le développement de Devinez qui ? était de gagner l'approbation de Chorion, l'entreprise qui détient les droits d'auteur d'Agatha Christie. L'équipe de développement a donc rencontré Mathew Prichard, le petit-fils d'Agatha Christie, et d'autres membres de Chorion. Même si les œuvres d'Agatha Christie était bien protégées, Chorion était plutôt favorable à la retouche de l'intrigue, tant qu'elles restaient dans le style du roman de Christie. Il y a notamment eu la modification de l'identité de l'assassin et l'ajout d'un personnage pour le joueur. Chorion a également permis un changement pour les statuettes de la table, qui sont, une par une, cassée pour chaque personne assassinée : pour le jeu, ce serait des statuettes de mousse. Chorion n'a pas accepté tous les changements proposés par les développeurs, comme l'introduction d'un sous-marin de poche pour le déplacement du joueur, justifiant que le joueur ne se trouverait pas dans l'ambiance du roman d'Agatha Christie.
L'arrivée de Patrick Narracott comme le onzième personnage de l'île, est un important changement. L'une des autres raisons de l'existence de Narracott a été l'envie qu'il y ait une histoire d'amour entre lui et Vera Claythorne, une belle jeune femme de l'île.
Le souci principal du concepteur Lee Sheldon avec le jeu est sur l'histoire et le dialogue. Dès le début du développement du jeu, Sheldon avait l'idée que le tueur pourrait changer à chaque nouvelle partie. L'idée de conception non limitée a été rapidement écartée car Sheldon pensait que le jeu n'aurait alors pas rendu hommage au travail d'Agatha Christie. Le jeu est essentiellement composé de scènes coupées, de cinématiques et de dialogues : c'était nécessaire, car le roman est en grande partie composé de dialogues. Sheldon s'est efforcé de faire des énigmes sans modifier la partie environnement et histoire du jeu.
Les concepteurs de Devinez qui ? ont décidé de situer le jeu dans les années 1930, juste avant la Seconde Guerre mondiale. Sheldon est fermement contre la mise à jour du jeu à une période moderne. L'un des principaux attraits du passé et que Sheldon pense que cela permettrait d'observer la culture de cette époque. La maison du jeu a été étudiée en utilisant l'architecture du livre comme une référence. Christie décrit la demeure du roman comme étant moderne et du style art déco, et de ce fait, Sheldon s'est tourné vers le travail du célèbre architecte Frank Lloyd Wright, et en particulier à sa maison Fallingwater.
Devinez qui ? est sorti en magasin en Amérique du Nord le 27 octobre 2005. Le jeu a reçu une note de l'ESRB (+13). The Adventure Company a annoncé le 19 mars 2007, que Devinez qui ? sera porté pour la console Wii. Certaines fonctionnalités du jeu incluent la possibilité de tourner la Wiimote pour ouvrir des portes, pour découvrir des indices et pour pouvoir imiter quelqu'un qui creuse.

## Accueil

### Critique
| Source de la note | Note   |
| ----------------- | ------ |
| Adventure Gamers  | 3/5    |
| Eurogamer         | 4/10   |
| Gamekult          | 5/10   |
| GameSpot          | 6,4/10 |
| GameSpy           | 2,5/5  |
| Jeuxvideo.com     | 13/20  |

Plusieurs critiques de Devinez qui ? ont décrit les graphismes du jeu comme archaïques et dépassées. D'autres ont aimé les aspects du jeu, tels que le dialogue et le caractère immersif de l'histoire. La réception critique du jeu a été tiède, certains pensent qu'il est une bonne adaptation du roman et d'autres que c'est un jeu d'aventure au contenu trop pauvre.
Devinez qui ? a reçu des critiques très variables depuis sa sortie. Sur l'agrégateur Metacritic, les notes que Devinez qui ? a reçu vont de 31 % à 90 %, ce qui représente un large éventail d'opinions.
Un aspect de la partie graphique qui est plus critiqué est la modélisation des personnages. GameSpy dit que «la beauté des décors fixes et du paysage est[…] contrastée par l'incroyable laideur des personnages […] leurs doigts ressemblent à des saucisses, leurs cheveux à des blocs de bois, les animations sont minables, leurs visages ternes ne font qu'à peine montrer leurs expressions».
Adventure Gamers critique également la modélisation des personnages, les décrivant comme laids et pas plus attrayants ou réalistes que les personnages de Sierra de Gabriel Knight : Énigme en pays cathare, sorti il y a près d'une décennie.
Les opinions sur les voix des personnages sont généralement positives. Toutefois, GameSpy regrette que le jeu ne permette pas de pouvoir sauter les dialogues une fois qu'on a lu le texte, forçant le joueur à passer des heures à écouter les paroles qu'ils connaissent déjà par le texte.
Les énigmes de Devinez qui ? ont reçu des réactions diverses. GameSpot a critiqué les casse-têtes de Devinez qui ?, estimant que le joueur est « régulièrement chargé de faire des allers et retours dans toute l'île avec seulement une notion vague de ce qu'il faut faire pour faire avancer l'histoire ».

### Récompenses
Le site allemand Adventure-Archiv a décerné à Agatha Christie : Devinez qui ? le prix de « Meilleur jeu d'aventure 2005 » (« Bestes Adventure 2005 »).